# 松阪市立中原小学校
松阪市立中原小学校（まつさかしりつなかはらしょうがっこう）は三重県松阪市の市立小学校。2009年5月1日現在の児童数は160人。

## 校区
嬉野田村町、嬉野算所町、嬉野須賀領町、嬉野津屋城町、嬉野黒野町

## 沿革
- 1875年（明治8年）9月20日 - 算所学校が開校。成導寺を校舎とする。
- 1882年（明治15年）5月 - 須賀領村の福田寺跡地に移転する。
- 1887年（明治20年）4月7日 - 田村尋常小学校に改称。
- 1892年（明治25年）10月 - 中原尋常小学校に改称。補習科を併設する。
- 1893年（明治26年）12月 - 現在地に移転する。
- 1895年（明治28年）5月 - 高等科を併設し、中原尋常高等小学校に改称。当時は旧三雲町や松ヶ崎から通学する児童もいた。
- 1941年（昭和16年）4月 - 中原国民学校に改称。
- 1947年（昭和22年）4月 - 中原村立中原小学校に改称。
- 1955年（昭和30年）3月15日 - 市町村合併により嬉野町立中原小学校に改称。
- 1957年（昭和32年） - 講堂が完成。
- 1979年（昭和54年）3月7日 - 校舎を改築する。
- 2005年（平成17年）1月1日 - 市町村合併により松阪市立中原小学校に改称。

## 児童数
| 年度（年）     | 児童数（人） |
| 1902（明治35） | 372          |
| 1925（大正14） | 521          |
| 1947（昭和27） | 529          |
| 1980（昭和55） | 297          |
| 2008（平成20） | 159          |

『嬉野町史』による。

## 交通
- JR名松線権現前駅より徒歩約16分（約1.3km）。
- 近鉄山田線伊勢中原駅より徒歩約22分（約1.9km）。